# Jussi Adler-Olsen
Carl Valdemar Jussi Henry Adler-Olsen (Copenaghen, 2 agosto 1950) è uno scrittore danese.

## Biografia
Jussi Adler-Olsen è nato nel 1950 a Copenaghen, ultimo di quattro fratelli e figlio di un medico psichiatra.
Dopo avere seguito differenti corsi di studio e compiuto svariati lavori, ha esordito in campo letterario nel 1984 con due saggi su Groucho Marx.
Con più di 15 milioni di copie vendute a livello mondiale, è tra gli autori danesi di gialli più conosciuti.
In Italia è noto principalmente per la serie gialla, giunta nel 2019 all'ottavo capitolo, della squadra investigativa "Sezione Q" capitanata dall'ispettore Carl Mørck.
Ha vinto numerosi riconoscimenti nel campo della letteratura gialla tra cui il Glasnyckeln nel 2010 per Il messaggio nella bottiglia, il Premio Barry per il miglior romanzo nel 2012 per La donna in gabbia, premio che lo ha visto finalista anche nel 2014 e 2015 e il De Gyldne Laurbær per Journal 64 (Paziente 64).

## Opere tradotte in italiano

### Serie Sezione Q
1. La donna in gabbia (Kvinden i buret, 2007), Venezia, Marsilio, 2011 traduzione di Maria Valeria D'Avino ISBN 978-88-317-0894-4.
2. Battuta di caccia (Fasandraeberne, 2008), Venezia, Marsilio, 2012 traduzione di Maria Valeria D'Avino ISBN 978-88-317-1227-9.
3. Il messaggio nella bottiglia (Flaskepost fra P, 2009), Venezia, Marsilio, 2013 traduzione di Maria Valeria D'Avino ISBN 978-88-317-1609-3.
4. Paziente 64 (Journal 64, 2010), Venezia, Marsilio, 2014 traduzione di Maria Valeria D'Avino ISBN 978-88-317-1936-0.
5. L'effetto farfalla[9] (Marco Effekten, 2012), Venezia, Marsilio, 2015 traduzione di Maria Valeria D'Avino ISBN 978-88-317-2240-7.
6. La promessa (Den Graenselose, 2014), Venezia, Marsilio, 2016 traduzione di Maria Valeria D'Avino ISBN 978-88-317-2428-9.
7. Selfie (Selfies, 2016), Venezia, Marsilio, 2017 traduzione di Maria Valeria D'Avino e Claudia Valeria Letizia ISBN 978-88-317-2818-8.
8. Vittima numero 2117 (Offer 2117, 2019), Venezia, Marsilio, 2020 traduzione di Maria Valeria D'Avino ed Eva Valvo ISBN 978-88-297-0377-7.
9. Cloruro di sodio (Natrium Chlorid, 2021), Venezia: Marsilio, 2023 traduzione di Maria Valeria D'Avino e Samanta K. Milton Knowles ISBN 978-88-297-1554-1
10. 7 m2 med lås, 2023